# Porta Alta (Danzica)

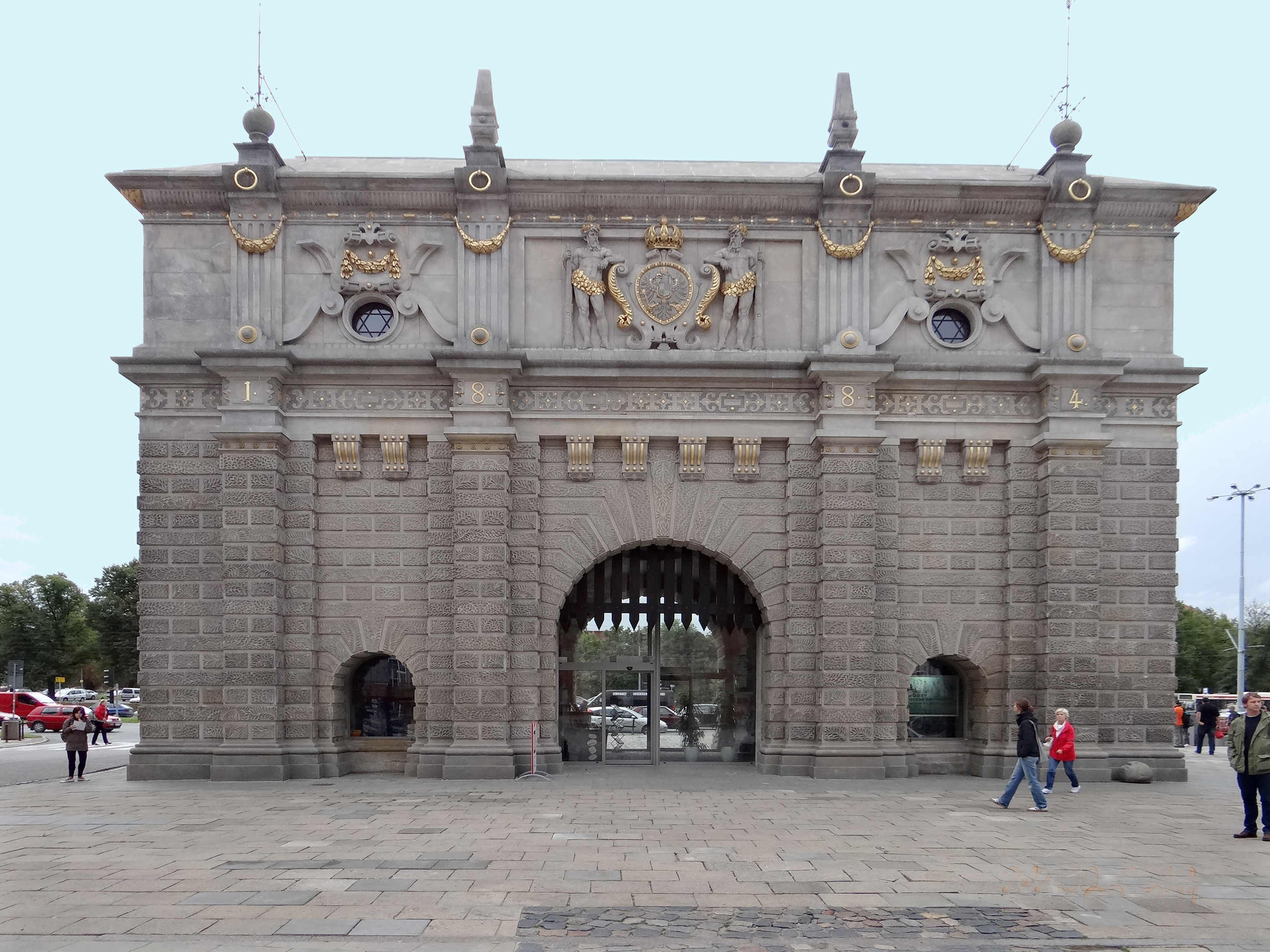
Il lato est

La Porta Alta è una porta di ingresso della città di Danzica, in Polonia. Rappresentava l'ingresso principale della città, sul lato occidentale di quello che oggi è il centro storico. Venne eretta nel 1588 dall'architetto fiammingo Willem van den Blocke. Fino al 1895 era parte della cinta muraria.

## Storia
Il progetto fu approvato dai Consiglieri di Danzica nel 1586. Per 290 anni, la porta rimase quasi invariato. Nel 1861, le facciate furono rinnovate. Nel 1878 il cancello interno modificato per allargare il passaggio. Nel 1884, le parti dei muri di mattoni, che erano ancora allo stato grezzo, furono coperte con lastre di pietra. La porta è sopravvissuta alla seconda guerra mondiale quasi senza danni.
La porta è considerata opera di Willem van den Blocke (fino al 1588). Alcune fonti hanno ritenuto il cancello opera di Hans Kramer (1574-1576), solo le facciate in pietra erano quindi di Willem van den Blocke. Tuttavia, recenti ricerche hanno dimostrato che questa ipotesi è sbagliata. Kramer creò solo la semplice e disadorna porta di mattoni, demolita nel 1878. Willem van den Blocke ha creato un prongelatore di pietra di fronte ad esso come esterno.

## Architettura
L'aspetto ricorda le porte della città di Anversa (Sint-Jorispoort 1543-45, Kipdorppoort 1550), che sono state costruite in stile italiano. Nella porta ci sono tre passaggi arcuati. Le pareti fino all'altezza della cornice circostante sono coperte con lastre di pietra a gobba. La parte sovrastante è decorata con bassorilievi rappresentanti tre stemmi: al centro lo stemma della Confederazione polacco-lituana, a destra lo stemma di Danzica, a sinistra quello del Regno di Prussia. Sulla facciata orientale nel 1884 fu posto lo stemma dell'Impero tedesco.
Sulla facciata ci sono anche frasi latine:
- Sapientissime fiunt quæ pro Republica fiunt ("Molto sapienti sono le cose fatte per il bene della repubblica")
- Justitia et Pietas duo sunt Regnorum omnium Fundamenta ("La giustizia e la pietà sono le basi di tutti i regni")
- Civitatib (us) hæc optanda bona maxime Pax Libertas et Concordia ("I beni più desiderabili per gli Stati sono pace, libertà e armonia")

Davanti al cancello c'erano tre ponti levatoi sopra il fossato.